# モロンガ

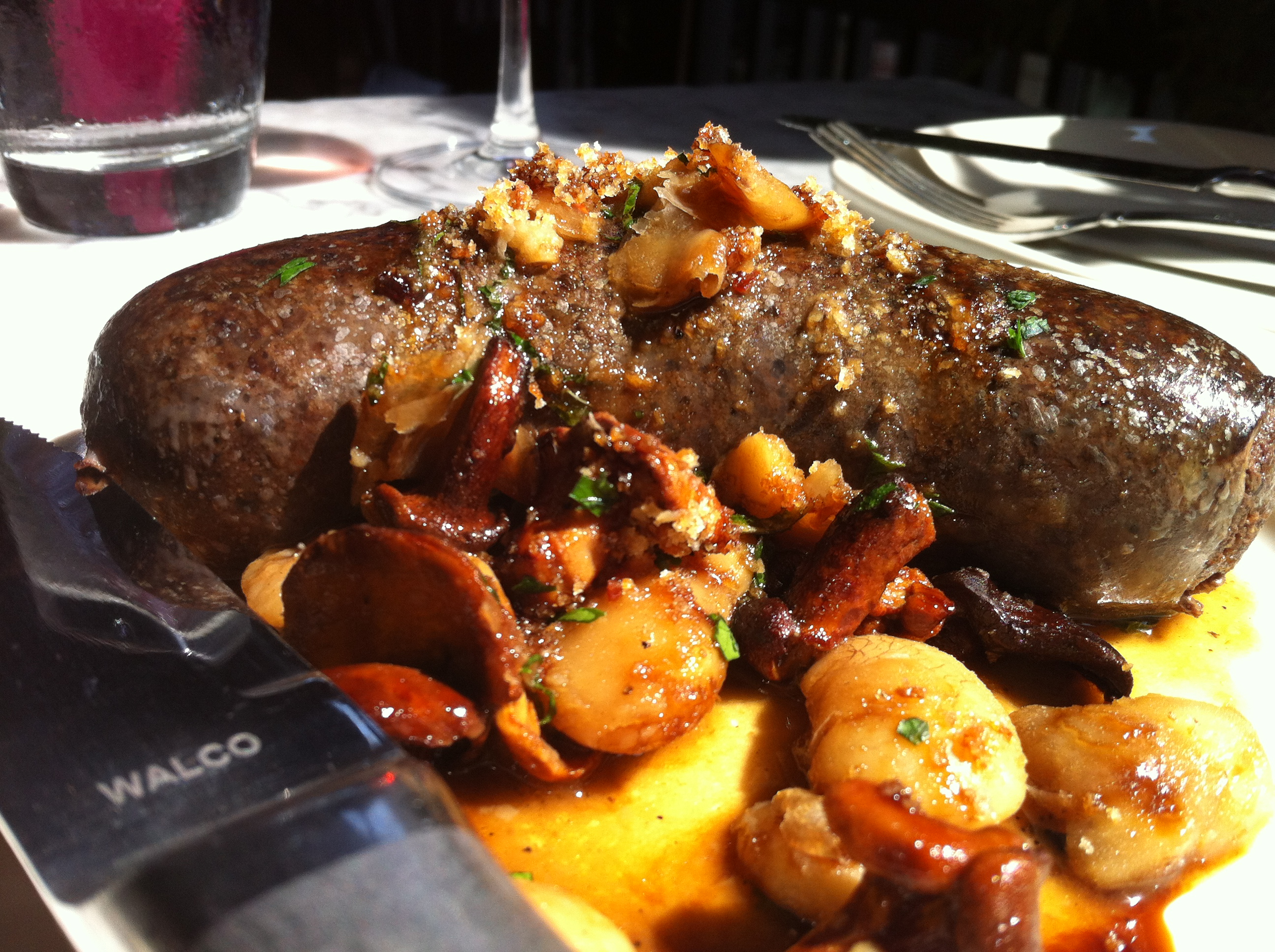
モロンガ

モロンガ(Moronga)は、ブラッドソーセージの一種である。アルゼンチン、キューバ、コロンビア、プエルトリコ、中央アメリカ、メキシコ、パラグアイの料理で見られる。スパイスやヘンルーダ、オレガノ、ミント等のハーブ、タマネギ、トウガラシを加えて、ブタの大腸をケーシングとして数時間茹でる。"chile rojo"または"chile verde"というソースと一緒に食べる。また、中央メキシコでは、タマネギやハラペーニョと一緒に炒めてゴルティータやタコスの具材とすることもある。ユカタン半島ではモルシージャ(morcilla)と呼ばれ、他のソーセージやタマネギのピクルス、コリアンダー、スパイスを混ぜたものを添えて提供される。